# Susie O'Neill
Susan O'Neill, detta Susie (Brisbane, 2 agosto 1974), è un'ex nuotatrice australiana.
Specializzata nella farfalla e nello stile libero ha vinto otto medaglie ai Giochi olimpici, di cui due d'oro. Nel marzo 2007 le è stata intitolata la piscina di Melbourne, quella al posto del campo centrale della Rod-Laver-Arena del tennis (sede degli Australian-Open).
Fu la piscina temporanea che ospitò i mondiali di nuoto 2007.

## Palmarès
- Giochi olimpici

Barcellona 1992: bronzo nei 200m farfalla.
Atlanta 1996: oro nei 200m farfalla, argento nella 4x100m misti e bronzo nella 4x200m sl.
Sydney 2000: oro nei 200m sl, argento nei 200m farfalla, nella 4x100m misti e nella 4x200m sl.
- Mondiali

Perth 1991: argento nella 4x100m misti.
Roma 1994: bronzo nei 100m farfalla e nei 200m farfalla.
Perth 1998: oro nei 200m farfalla, argento nella 4x100m misti, bronzo nella 4x100m sl e nella 4x200m sl.
- Mondiali in vasca corta

Palma di Majorca 1993: oro nei 100m farfalla, argento nei 200m sl e nei 200m farfalla.
Rio de Janeiro 1995: oro nei 200m farfalla e nella 4x100m misti, argento nei 200m sl, nei 100m farfalla e nella 4x100m sl e bronzo nella 4x200m sl.
- Giochi PanPacifici

Edmonton 1991: oro nei 100m farfalla, argento nella 4x100m misti, bronzo nei 100m sl, nella 4x100m sl e nella 4x200m sl.
Kōbe 1993: argento nei 100m sl, nei 100m farfalla, nella 4x100m sl, nella 4x200m sl e nella 4x100m misti.
Atlanta 1995: oro nei 100m farfalla, nei 200m farfalla, nella 4x100m misti, argento nella 4x100m sl e nella 4x200m sl.
Fukuoka 1997: oro nei 200m farfalla e argento nella 4x100m sl, nella 4x200m sl e nella 4x100m misti.
Sydney 1999: oro nei 200m sl e nei 200m farfalla, argento nei 100m farfalla, nella 4x100m sl, nella 4x200m sl e nella 4x100m misti.
- Giochi del Commonwealth

Auckland 1990: oro nella 4x100m sl e argento nei 100m farfalla.
Victoria 1994: oro nei 200m sl, nei 200m farfalla, nella 4x100m sl e nella 4x200m sl, argento nei 100m farfalla e nella 4x100m misti.
Kuala Lumpur 1998: oro nei 200m sl, nei 400m sl, nei 200m farfalla, nella 4x100m sl, nella 4x200m sl, nella 4x100m misti, argento nei 100m sl e nei 100m farfalla.
- Vincitrice della Coppa del Mondo di farfalla nel 1993

## Riconoscimenti
- Pacific Rim Swimmer of the Year: 1995, 1998, 1999, 2000